# 皮尔·雅各布·阿拉里·博纳科尔西
皮尔·雅各布·阿拉里·博纳科尔西（義大利語：Pier Jacopo Alari Bonacolsi，1460年—1528年）， 文艺复兴时期欧洲意大利雕刻家。他主要从事金、铜等金属雕刻活动。他曾再造只有残片传世的古代雕像的小雕像，其风格与古罗马时期风格近似，他也因此被称为安蒂科（L'Antico，意为“古典”）。

## 扩展阅读
- Manfred Leithe-Jasper, 1986. Renaissance Master Bronzes from the Collection of the Kunsthistorisches Museum, Vienna (London: Scala Publications) General background to Renaissance bronzes.